# Ayaka Yamashita
Ayaka Yamashita (山下 杏也加 Yamashita Ayaka?,  nacida el 29 de septiembre de 1995 en Tokio) es una futbolista japonesa. Juega como guardameta y su equipo actual es el Manchester City F. C. de la Women's Super League de Inglaterra.
Yamashita es internacional absoluta con la selección femenina de fútbol de Japón desde 2015. Fue elegida para integrar la selección nacional de Japón para los Copa Asiática femenina de la AFC de 2018.

## Trayectoria

### Clubes
Luego de graduarse de la escuela en 2014, fichó por el Tokyo Verdy Beleza. Con el equipo de Inagi ganó la Nadeshiko League y fue elegida en el once ideal de la temporada desde 2015 tres veces consecutivas.
En 2021 fue transferida al INAC Kobe Leonessa en donde se consagró campeona de la temporada inaugural de la WE League.
En agosto de 2024, Yamashita fue anunciada como nueva jugadora del Manchester City F. C., firmando un contrato por tres años.
| Club                  | País       | Año       |
| --------------------- | ---------- | --------- |
| Tokyo Verdy Beleza    | Japón      | 2014-2021 |
| INAC Kobe Leonessa    | Japón      | 2021-2024 |
| Manchester City F. C. | Inglaterra | 2024-act. |

### Selección nacional
En agosto de 2015 a los 19 años, fue nominada para jugar con la selección de Japón en la Campeonato Femenino de Fútbol de Asia Oriental de 2015 de la EAFF. En esta competición debutó con el seleccionado el 4 de agosto ante Corea del Sur. 
En 2018 jugó la Copa Asiática femenina de la AFC de 2018, donde Japón ganó aquel torneo.
Fue nominada por la entrenadora Asako Takakura para jugar la Copa Mundial Femenina de Fútbol de 2019.

## Estadísticas

### Selección nacional
| Año   | Partidos | Goles |
| ----- | -------- | ----- |
| 2015  | 3        | 0     |
| 2016  | 3        | 0     |
| 2017  | 5        | 0     |
| 2018  | 14       | 0     |
| 2019  | 10       | 0     |
| 2020  | 2        | 0     |
| 2021  | 6        | 0     |
| 2022  | 10       | 0     |
| 2023  | 11       | 0     |
| 2024  | 10       | 0     |
| Total | 74       | 0     |

## Palmarés
Tokyo Verdy Beleza
- Nadeshiko League: 2015, 2016, 2017, 2018, 2019.
- Copa de la Emperatriz: 2014, 2017, 2018, 2019, 2020.
- Copa de la Nadeshiko League: 2016, 2018, 2019.
- Campeonato de Clubes Femenino de la AFC: 2019.

INAC Kobe Leonessa
- WE League: 2021-22.

Selección de Japón
- Copa Asiática Femenina de la AFC: 2018.
- Juegos Asiáticos: 2018.